# Площадь Генерала Черняховского
Площадь Генерала Черняховского — площадь в Центральном районе Воронежа, на которой расположен вокзал «Воронеж I». Здесь сходятся Кольцовская улица и улица Мира. Названа в 1949 году именем дважды героя Советского Союза генерала армии Ивана Даниловича Черняховского, руководившего боями за освобождение Воронежа.
Площадь представляет собой архитектурный ансамбль, возникший в 50-е годы XX века по замыслу советских архитекторов в ходе восстановления Воронежа после Великой Отечественной войны. В этот ансамбль входят железнодорожный вокзал и жилые дома.

## История

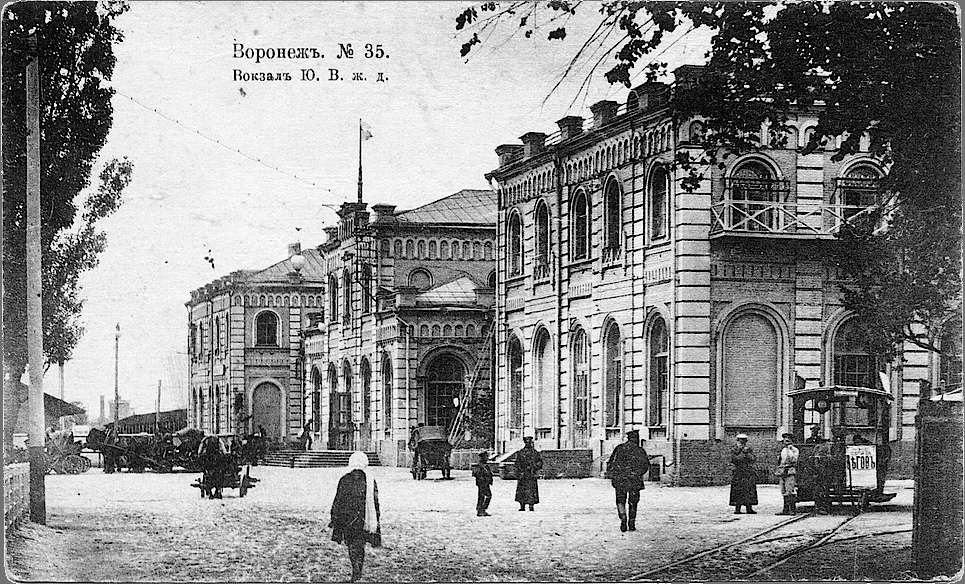
Довоенное здание вокзала

Железная дорога Козлов – Воронеж строилась в 1862-1868 годах. В 1870 году, после строительства участка «Раздельная (Отрожка)» – «Лиски» Воронежско-Ростовской железной дороги в городе разместились управления Козлово-Воронежской и Воронежско-Ростовской железных дорог. Город на стыке двух магистралей быстро становится значительным транспортным центром. В 1895 году вокзал и площадь были перестроены по проекту архитектора Н. А. Артёмовского. 
Во время Великой Отечественной войны вокзал был разрушен. Функции вокзала перешли к уцелевшему дореволюционному зданию управления Юго-Восточной железной дороги. После войны площадь была переименована в честь И. Д. Черняховского. В 1954 году было построено современное здание вокзала. Одновременно с этим была выполнена планировка привокзальной площади.
В плане площадь представляет собой прямоугольник в сочетании с полукругом. Такую конфигурацию предложил архитектор Л. В. Руднев, руководивший работами по восстановлению Воронежа. Он же поставил задачу её ансамблевой застройки. Архитекторами В. С. Левицким и Р. И. Шмидтом было разработано множество вариантов планировки площади. Согласно одному из них, от площади должны были расходиться пять улиц, из которых на тот момент существовали только две — Кольцовская и Студенческая. В центре площади планировалось установить памятник Черняховскому, а вокруг разбить газоны и цветники. К реализации был принят проект В. И. Кудряшенко. От площади берёт начало улица Мира, а параллельно зданию вокзала проходит Кольцовская улица.
Хронология событий и переименований привокзальной площади: 
1. Конец 60-х – начало 70-х годов 19 века – появление площади
2. 1883 год – на площади была освящена часовня в память об императоре АлександреII
3. 1936 год – в центре площади спроектировали газон и фонтаны. Газон разделил площадное пространство на две дороги –  въездную и выездную. Мостовые заасфальтировали.
4. До 1938 год  площадь именовалась "Вокзальная" или "Привокзальная"
5. 1938 год – Привокзальная была переименована  в площадь им. 20-летия ВЛКСМ
6. 1940-е годы – получила имя И.Д. Черняховского
7. 1957 год – снова переименована в Вокзальную (Привокзальную)
8. 1965 годы – горисполком в очередной раз переименовал площадь и она стала именоваться площадью Черняховского.

## Ансамбль площади
Здание вокзала, вся прилегающая к вокзалу застройка по улицам Кольцовской и Мира выдержаны в одном стиле и образуют ансамбль. Полукруглую в плане площадь с партерным цветником венчает памятник генералу Черняховскому, установленному в 1993 году. Ранее, в 1950 — 1970-е годы, напротив главного входа был установлен памятник Ленину. Композиционно, улица Мира служит пропилеями, оформляющими парадный въезд на привокзальную площадь. Перспектива улицы Мира завершается зданием вокзала, расположенными по одной оси. 

### Вокзал

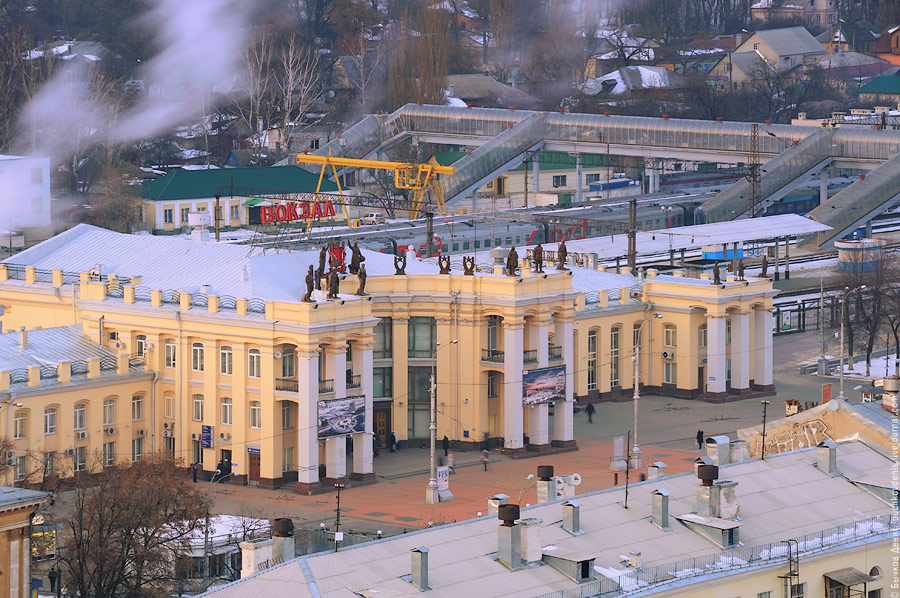
Вид сверху на вокзал

Современное здание вокзала в стиле сталинский ампир построено в 1954 году взамен утраченного в ВОВ старого вокзала постройки 1868, 1895 годов, располагавшегося восточнее, напротив нынешнего Привокзального сквера.
Проект московского архитектора Скаржинского под руководством действительного члена Академии архитектуры СССР К. С. Алабяна. Здание примыкает к железнодорожным путям и представляет собой двухэтажное сооружение с двухсветным центральным вестибюлем.
Над ризалитами со стороны площади установлены скульптуры (скульптор В. Ф. Буримов). В 1996 году бетонные фигуры, пришедшие в негодность, были обшиты листовой медью (реконструкция скульпторов Э. Н. Пак, И. П. Дикунова).
Интерьеры отделаны мрамором, оформлены лепниной, декорированы бронзовыми элементами и скульптурой работы В. Ф. Буримова (ныне утраченных).

### Памятник Черняховскому
Открытие памятника работы Н. В. Томского состоялось  9 мая 1993 года.
По первоначальному замыслу площадь должна быть украшена скульптурой Черняховского работы В. Ф. Буримова.. 

## Транспорт

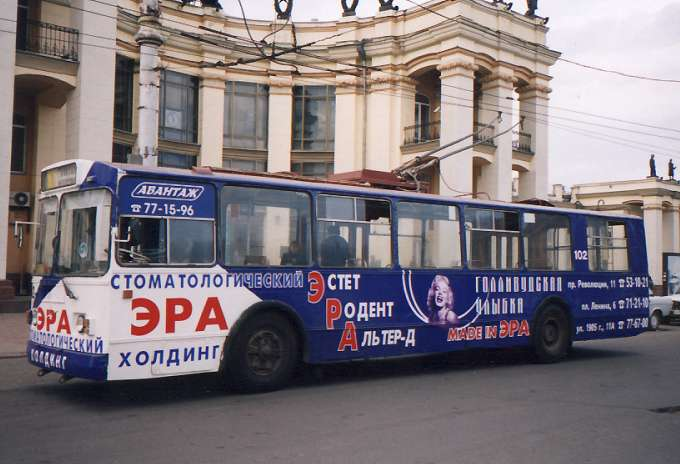
Троллейбус у вокзала в 1990-х годах

Ранее (с 1965 по 2006 год) площадь Черняховского была конечной остановкой троллейбусов маршрутов 1, 2, 3 и 9. Рядом располагалось и трамвайное кольцо (конечная остановка маршрутов 2, 4, 7, 12[уточнить]). В июле 2009 года троллейбус № 3 вернулся на эту конечную.
В разговорной речи площадь Черняховского называют «Привокзальной площадью».